# 保利斯塔共和黨
保利斯塔共和黨（葡萄牙語：Partido Republicano Paulista，缩写为PRP）是巴西歷史上一個政黨，成立於1873年4月18日。保利斯塔共和黨的根據地在聖保羅州，在巴西第一共和時期期間多次成為執政黨，並與米内罗共和党輪流執政。1930年被巴西總統热图利奥·瓦加斯取締。